# Gestorf

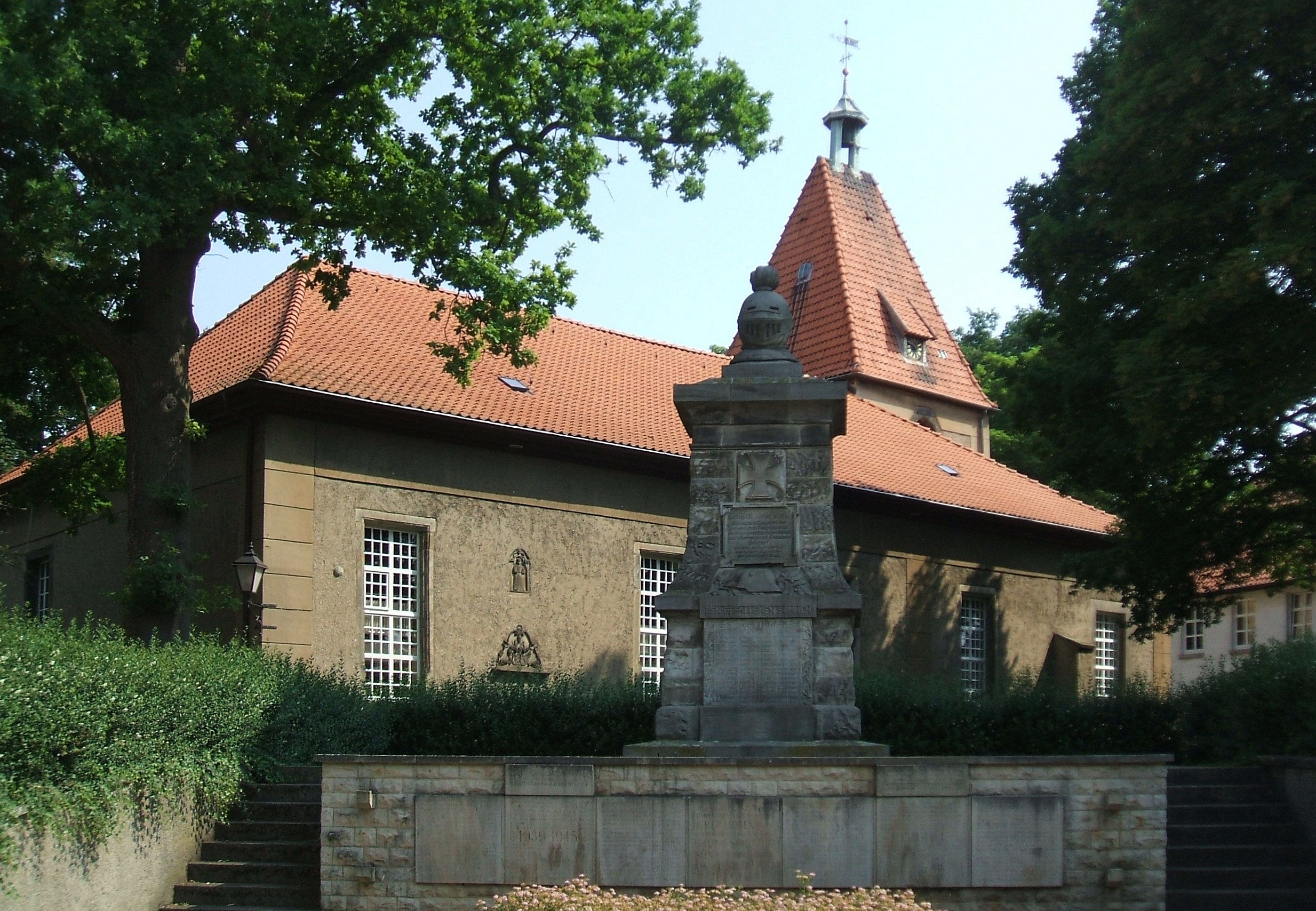
Kirche mit Kriegerdenkmal

Gestorf ist mit 1807 Einwohnern der fünftgrößte Ortsteil der Stadt Springe.

## Geologie

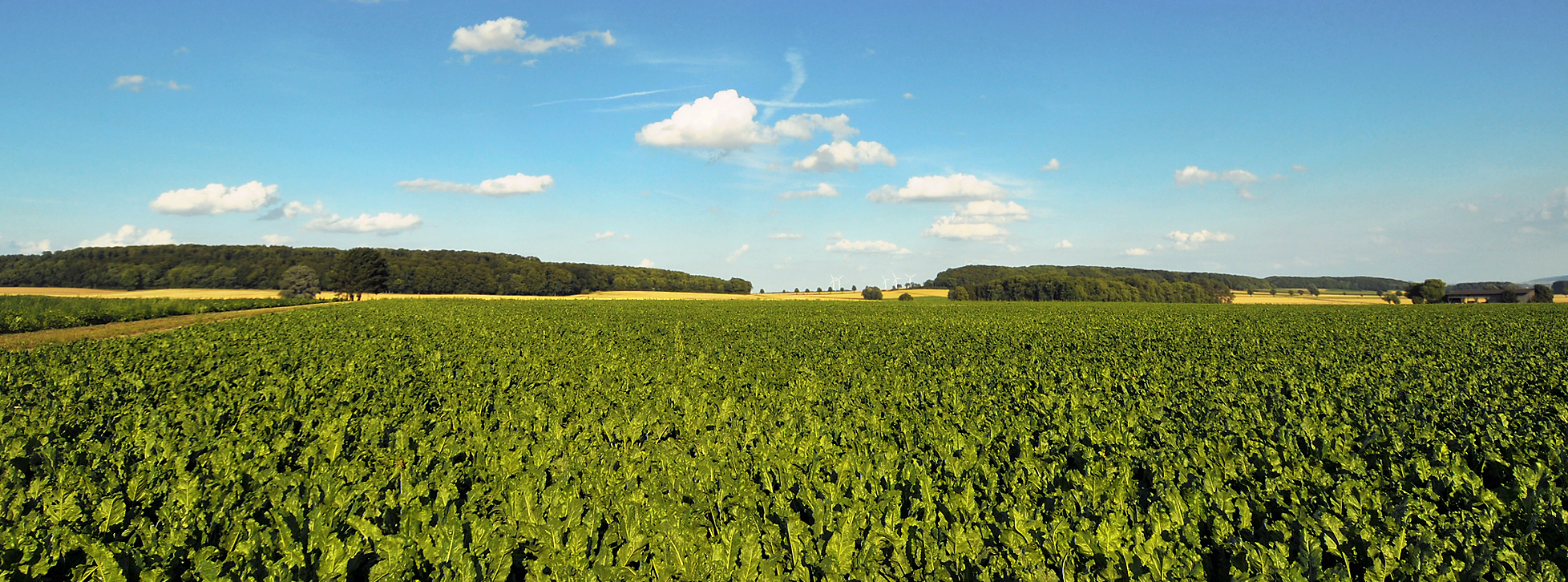
Blick von Westen auf ein Zuckerrübenfeld und dahinter liegende Limberg-Achse

Im Süden und Westen von Gestorf wurde das Festgestein des Jura durch die Limberg-Überschiebung (auch Limberg-Achse genannt) durchschnitten, bei der Schichten der Trias, die auf Schichten des Oberen Buntsandsteins wurzeln, auf die Schichten des Jura aufgeschoben worden sind. Die aufragenden Schichten von Unterem Muschelkalk, Mittlerem Muschelkalk, Oberem Muschelkalk, Mittlerem Keuper, Oberem Keuper und Oberem Buntsandstein bilden zwischen Bennigsen und Hallerburg die Höhenzüge Limberg, Abraham, Haarberg und Hallerburger Holz. Diese befinden sich in dem Landschaftsschutzgebiet LSG-H 34: Limberg, Hallerburger Holz und Jeinser Holz (1315 ha). Das Waldgebiet Hallerburger Holz gehört in dem europäischen Schutzgebietssystem Natura 2000 zu den in Niedersachsen gelegenen FFH-Gebieten.

## Geschichte
Das wirkliche Alter lässt sich wegen fehlender schriftlicher Nachrichten nicht feststellen. Vor und nach der Zeitrechnung haben sich erst Jäger, anschließend Bauern sesshaft gemacht. Viele Siedlungen wurden gegründet und wieder aufgegeben. Einige aber entwickelten sich zu Dörfern.
Gestorf wurde 873 n. Chr. erstmals namentlich genannt. Ein Graf Riddag übertrug dem Kloster Lamspringe 3 Hufen Land bei „Gestorpe“. Gestorf lag im sächsischen Marstemgau und gehörte zum sächsischen Teilstamm der Engern. Gestorf war der Hauptsitz des Go’s „Up der Horst“, der später „Go Gestorf“ genannt wurde. Dieser südlichste Go des Marstemgau hatte bis zum 13./14. Jahrhundert seine größte Ausdehnung. Nördlich der Haller gelegen, reichte er von Springe bis zur Leine. Der auf fünf Dörfer geschrumpfte Go Gestorf wurde erst 1854 durch eine Justizreform aufgelöst. Bis dahin war Gestorf auch immer Wohnsitz des Gografen gewesen.

### Eingemeindungen
Am 1. März 1974 wurde Gestorf in die Stadt Springe in der heutigen Region Hannover eingemeindet.

### Einwohnerentwicklung
| Jahr      | 1910 | 1925 | 1933 | 1939 | 1950  | 2019  |
| --------- | ---- | ---- | ---- | ---- | ----- | ----- |
| Einwohner | 917  | 812  | 864  | 816  | 1.716 | 1.757 |

(Quelle: 1910, 1925–1939, 1950, 2019)

## Religion
- Die Kirche in Gestorf gehört zur evangelisch-lutherischen Kirchengemeinde Gestorf, diese gehört zum Kirchenkreis Laatzen-Springe.
- Die katholische St.-Bernward-Kapelle wurde 1994 aufgegeben, sie gehörte zuletzt zur Pfarrgemeinde Maria von der Immerwährenden Hilfe in Bennigsen. Bereits ab 1940 fand katholischer Gottesdienst auf dem Gut in Gestorf statt, zunächst in Räumen des Gutshauses. 1975 wurde im ehemaligen Landarbeiterhaus des Gutes eine Kapelle eingerichtet, bis 1991 wurde sie für Gottesdienste genutzt.

## Politik

### Ortsrat
Der Ortsrat von Gestorf setzt sich aus drei Ratsfrauen und zwei Ratsherren zusammen. Im Ortsrat befindet sich zusätzlich ein beratendes Mitglied (FDP-FWS).
Sitzverteilung
- SPD: 3 Sitze
- CDU: 2 Sitze

(Stand: Kommunalwahl 11. September 2016)

### Ortsbürgermeister
Der Ortsbürgermeister von Gestorf ist Eberhard Brezski (SPD). Seine Stellvertreterin ist Susanne Estorf (CDU).

### Wappen
Der Entwurf des Kommunalwappens von Gestorf stammt von dem Heraldiker und Wappenmaler Gustav Völker, der zahlreiche Wappen in der Region Hannover erschaffen hat. Die Genehmigung des Wappens wurde durch den Regierungspräsidenten in Hannover am 16. November 1961 erteilt.
| Wappen von Gestorf | Blasonierung: „Auf grünem, mit einem silbernen Fausthandschuh belegten Boden ein grüner Lindbaum, belegt mit einem gestürzten Schwert und begleitet von zwei roten Rosen.“ |
| Wappen von Gestorf | Wappenbegründung: Die Linde und das Schwert weisen auf die alte Gerichtsstätte auf der Horst und die jahrhundertealte Gografschaft Gestorf hin. Die Hallermunder Rosen erinnern an die Zugehörigkeit zur Grafschaft Hallermund. Der Fausthandschuh versinnlicht das vorwiegend bäuerliche und handwerkliche Element des Dorfes, das sich in den letzten zweihundert Jahren durch ein Fausthandschuhe herstellendes Schneiderhandwerk ausgezeichnet hat. |

## Kultur und Sehenswürdigkeiten

### Bauwerke
- Die drei Rittergüter prägen das Ortsbild von Gestorf: Gestorf I (seit dem 14. Jahrhundert im Besitz derer von Ilten), Gestorf II (war seit 1407 im Besitz derer von Jeinsen und gehört heute Herrn Flohr aus Rethen) und Gestorf III (war im Besitz derer von Linsingen und ist heute im Besitz derer von Jeinsen).
- Herrenhaus Gestorf (Gut I)
- Das Gebäude der heutigen Kirche zu Gestorf wurde 1640 errichtet. Sie blieb als einziges Gebäude des Ortes während der großen Feuersbrunst von 1794 unversehrt.[13]

### Baudenkmale
→ Siehe: Liste der Baudenkmale in Gestorf

### Grünflächen und Naherholung

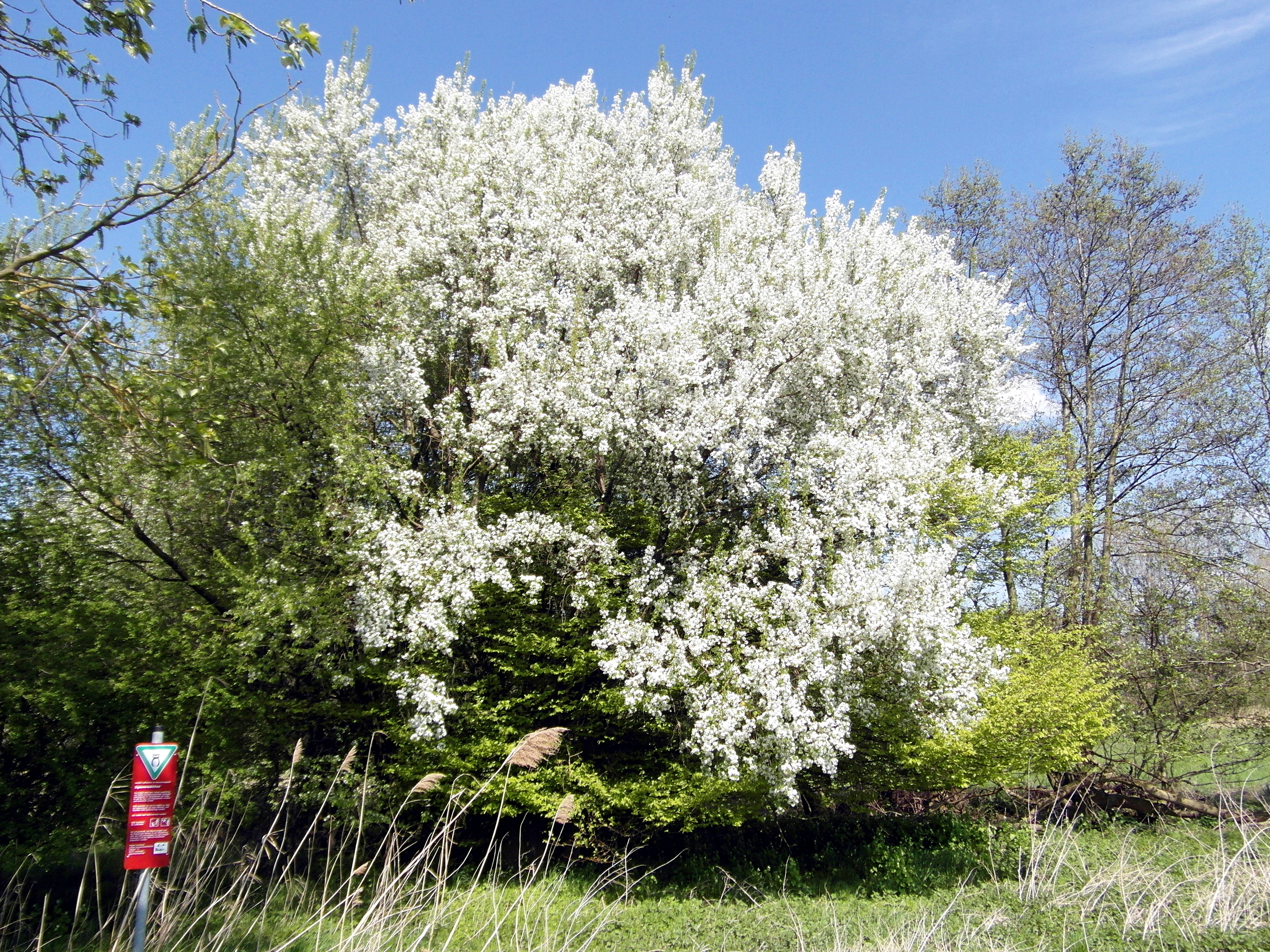
Südwestecke vom Naturschutzgebiet „Zigeunerwäldchen“

Das Zigeunerwäldchen (offizielle Schreibweise: Ziegeunerwäldchen, z. B. in der Verordnung zum Naturschutzgebiet) ist ein Naturschutzgebiet in der niedersächsischen Stadt Springe in der Region Hannover. Das Naturschutzgebiet mit dem Kennzeichen NSG HA 115 ist 15 Hektar groß. Es ist größtenteils vom Landschaftsschutzgebiet „Hallerniederung“ umgeben. Das Gebiet steht seit dem 18. Dezember 1986 unter Naturschutz. Zuständige untere Naturschutzbehörde ist die Region Hannover. Das Naturschutzgebiet liegt zwischen den Springer Stadtteilen Stadt Eldagsen und Gestorf am Fuße des Abrahams. Es stellt ein Teilstück der Niederung der Haller, einem Nebenfluss der Leine, unter Schutz. Der größtenteils naturnahe Waldrest ist heute ungenutzt, jedoch noch durch frühere Nutzung beeinflusst. Weiden und ein hoher Anteil an Baumpilzen prägen den Waldbestand, in dem sich recht viel liegendes und stehendes Totholz befindet. Auf sumpfigen Lichtungen wachsen ausgedehnte Röhrichtbestände und Großseggenrieder. Im Westen und Süden sind Grünlandbereiche in das Naturschutzgebiet einbezogen. Das Naturschutzgebiet grenzt größtenteils an ackerbaulich genutzte Flächen. Die Niedersächsische Landgesellschaft erwarb das Naturschutzgebiet Zigeunerwäldchen für einen Flächenpool. Es wurde auf den Verein Biotop-Management-Initiative e. V. übertragen.

## Wirtschaft und Infrastruktur

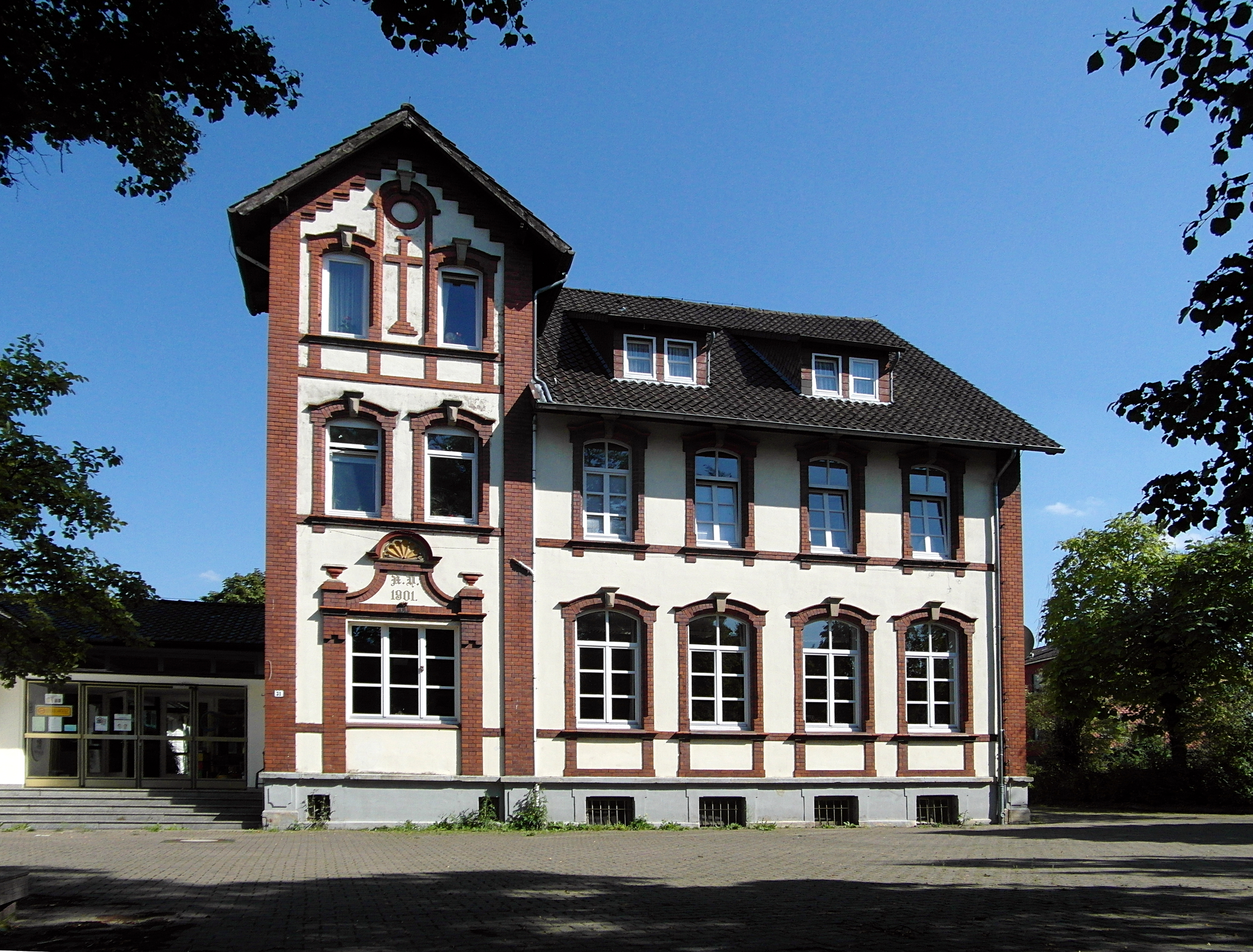
Die Grundschule Gestorf

### Bildung
- Grundschule Gestorf
- DRK-KiTa Gestorf
- Dorfgemeinschaftshaus
- Sporthalle Suderbruchtrift

### Verkehr
Die Buslinien des Großraum-Verkehrs Hannover (GVH) stellen die Anbindung an die S-Bahn Stationen in Bennigsen und Völksen sicher. Direkte Busverbindungen bestehen weiterhin nach Springe und Pattensen. Die nächstgelegene Bundesstraße ist die B 3 in ca. 3 km Entfernung. Zur A 7 – Anschlussstelle Laatzen – sind es ca. 20 km, zur A 2 – Anschlussstelle Lauenau ca. 30 km. Der Flughafen Hannover ist ca. 45 km entfernt.

## Persönlichkeiten

### Söhne und Töchter des Ortes
- Jobst Hermann von Ilten (1649–1730), kurfürstlich-hannoverscher Offizier, Staatsminister und Diplomat
- Karl August von Linsingen (1803–1899), hannoverscher Verwaltungsbeamter und Berghauptmann
- Wilhelm von Ilten († 1883), Verwaltungsbeamter
- Alfred Harms (1905–nach 1970), Jurist und Generalstaatsanwalt am Oberlandesgericht Celle
- Lizzy Scharnofske (* 1981), Jazz- und Fusion-Musikerin

### Personen, die mit der Gemeinde in Verbindung stehen
- Johann Westermann († 1585), Pastor (→ Siehe unter: Brand Westermann)
- Friedrich Molinus (16. Jahrhundert–1655), herzoglicher Vogt und Obristleutnant, unter seiner Bau-Verwaltung wurden für die Calenberger Neustadt vor Hannover die baulichen Grundlagen errichtet für eine eigenständige Stadt, besaß ein Haus in Gestorf (1614–1623)
- Barthold Janus († 1675), lutherischer Theologe und Generalsuperintendent der Generaldiözese Göttingen, er war von 1643 bis 1646 Pastor in Gestorf
- Ludwig Hellner (1791–1862), Architekt, er arbeitete ab 1822 als Konsistorialbaumeister für das evangelisch-lutherische Konsistorium in Hannover, er leitete den Umbau der St.-Marien-Kirche in Gestorf (1842–1843)
- Werner Graf von Bassewitz-Levetzow (1894–1964), Offizier, zuletzt Kapitän zur See im Zweiten Weltkrieg sowie Kommandeur der 2. Marine-Infanterie-Division, in Gestorf verstorben
- Ulrich von Jeinsen (* 1952),[16] Rechtsanwalt und Notar, Honorarprofessor und Honorarkonsul der Vereinigten Mexikanischen Staaten für Niedersachsen,[17] er besuchte die Grundschule in Gestorf